# Materia giudaica
Materia Giudaica è la rivista dell'Associazione italiana per lo Studio del Giudaismo meglio nota come AISG.
Fanno parte della redazione docenti universitari italiani e stranieri oltre ad altri ricercatori non legati al mondo universitario.
L'oggetto principale della rivista sono articoli legati alle scoperte ed alle ricerche compiute sul giudaismo in diverse epoche: antica, medievale, moderna ed infine contemporanea.

## Comitato scientifico
- Malachi Beit-Ariè  - The Hebrew University, Gerusalemme
- Gabriele Boccaccini - University of Michigan, USA
- Giulio Busi - Freie Universität, Berlino
- Saverio Campanini - Università di Bologna
- Bruno Chiesa - Università di Torino
- Bernard Coopermann - University of Maryland, USA
- Martin Goodman - Oxford University
- Pier Cesare Ioly Zorattini - Università di Udine
- Michele Luzzati - Università di Pisa
- Valerio Marchetti - Università di Bologna
- Mauro Perani - Università di Bologna
- Paolo Sacchi - Università di Torino
- Colette Sirat - Sorbona, Parigi
- Günter Stemberger - Universität Wien
- Giuliano Tamani - Università di Venezia
- Lucio Troiani - Università di Pavia
- Ida Zatelli - Università di Firenze